# Frank Simek
Franklin „Frank” lub „Frankie” Simek  (ur. 13 października 1984 w Saint Louis) – amerykański piłkarz pochodzenia polskiego występujący na pozycji obrońcy. Zawodnik klubu Carlisle United.

## Kariera klubowa
Simek zawodową karierę rozpoczynał w 2003 roku w angielskim Arsenalu, grającym w Premier League. W 2004 roku, od października do listopada przebywał na wypożyczeniu w Queens Park Rangers z Championship. W tym czasie rozegrał tam 5 spotkań. Od marca 2005 roku do maja 2005 roku grał natomiast na wypożyczeniu w Bournemouth z League One. Graczem Arsenalu był przez 2 lata, jednak w tym czasie nie zagrał tam w żadnym ligowym meczu.
W 2005 roku Simek podpisał kontrakt z ekipą Sheffield Wednesday, występującą w Championship. Pierwszy ligowy mecz zaliczył tam 6 sierpnia 2005 roku przeciwko Stoke City (0:0). W Sheffield spędził 5 lat. Rozegrał w sumie 119 ligowych spotkań.
W 2010 roku odszedł do Carlisle United z League One. W jego barwach zadebiutował 7 sierpnia 2010 roku w wygranym 2:0 ligowym pojedynku z Brentfordem.

## Kariera reprezentacyjna
W reprezentacji Stanów Zjednoczonych Simek zadebiutował 29 marca 2007 roku w zremisowanym 0:0 towarzyskim meczu z Gwatemalą. W tym samym roku został powołany do kadry na Złoty Puchar CONCACAF. Zagrał na nim w pojedynkach z Trynidadem i Tobago (2:0), Salwadorem (0:4) i Meksykiem (2:1). Zespół USA został natomiast triumfatorem tamtego turnieju.